# Anoplolepis decolor
Anoplolepis decolor é uma espécie de formiga do gênero Anoplolepis, pertencente à subfamília Formicinae.